# Sagristia Vella
La Sagristia Vella a la Basílica de San Lorenzo a Florència, és una de les obres mestres de Filippo Brunelleschi i de l'arquitectura del Quattrocento.
Nascuda com sagristia de l'església avui dia es pot considerar més aviat una capella dedicada a Sant Joan Baptista, mentre que la sagristia té la seva pròpia entrada al costat oest. Va ser denominada vella després de la construcció de la Sagristia Nova de Miquel Ángel. Brunelleschi la va realitzar entre 1421 i 1428, uns anys després d'haver treballat en la sagristia de Santa Trinita, i va ser recolzada en aquesta tasca pels Mèdici, en particular per Giovanni de Bicci. Amb ella s'inicià la reforma d'època renaixentista.
Es tracta d'una petita construcció de planta quadrada amb l'altura igual a l'amplada, que forma un cub, rematat per una cúpula semiesfèrica amb llanternó, dividida amb nervis. S'obre un petit absis quadrat rematat per una petita cúpula decorada amb un fresc amb el tema de les constel·lacions.
Notable és el joc de colors, a més de l'habitual guix blanc dels nervis en pedra arenisca, també s'enriqueix amb detalls en color ocre (o or), vermell i blau:
- A la cornisa, trobem un fris amb decoració de querubins i els serafins en un motlle fet en terracota vitrificada.

- Els tondos en baix relleu amb la Història de Sant Joan Evangelista (1428-1432) a les petxines de la cúpula, són obra de Donatello a la distància crea la il·lusió de profunditat i perspectiva. La tècnica és la d'estuc pintat en una subtil i elegant combinació de colors blanc, vermell i blau maó.

- Els Tondos dels Evangelistes (1435), també de Donatello, en l'alt mur, en estuc policromat, però amb un enfocament més tradicional, amb un major relleu i dicromat en blau/blanc.

- Els batents de les dues portes de bronze decorats amb els Sants, els Màrtirs, els Apòstols i els Pares de l'Església (1440-1443) sempre de Donatello.

- Per sobre de la porta dos fornicules en estuc policromat amb les estàtues de Sant Llorenç i Sant Esteve a l'esquerra i de Sant Cosme i Sant Damià, a la dreta, del mateix autor.

La decoració està perfectament incorpora en l'estructura arquitectònica com per formar un tot harmoniós. Els nombres que es repeteixen en les proporcions de l'estructura són els quatre i els tres amb les seves combinacions matemàtiques, en una proporció que la tradició judeocristiana identifica amb la perfecció.
Els frescos de la volta de la cúpula en l'absis cosmològic descriuen la situació del Sol i les constel·lacions, tal com va aparèixer a Florència en la nit del 4 de juliol de 1442. Se suposa que el cel estava pintat per l'eclèctic pintor-decorador Giuliano d'Arrigo, anomenat Pesello.
Obra signada de Verrocchio és el monument funerari a Giovanni i Piero de Mèdici, els fills de Cosme el Vell, encarregat en 1472 pels fills del mateix Piero, Llorenç el Magnífic i Julià de Mèdici. També hi ha la tomba de Giovanni di Bicci de Mèdici, el pare de Cosme, sota l'altar major. Aquests monuments estan dissenyats per ser complement de l'arquitectura.